# غويتاكاس
نادي غويتاكاس لكرة القدم (بالبرتغالية: Goytacaz Futebol Clube) نادي كرة قدم برازيلي . تم تأسيس النادي في سنة 1912 .